# Li Auto
Li Auto is een Chinees fabrikant van elektrische personenwagens, met het hoofdkantoor in Peking en productiefaciliteiten in Changzhou. Het werd in 2015 opgericht door Li Xiang.

## Activiteiten
In april 2015 werd het bedrijf opgericht door Li Xiang, al werd de bedrijfsnaam Li Auto pas in juli 2020 geregistreerd. Door de hoge kosten van het ontwikkelen van de auto’s en het opstarten van de productie leed de onderneming forse verliezen van 1,5 miljard yuan in 2018 en 2,4 miljard yuan (ca. US$ 350 miljoen) in 2019. Li Auto richt zich op volledig elektrische voertuigen met een groot bereik. 
In juli 2020 kreeg Li Auto een notering op de NASDAQ-aandelenmarkt. De notering bracht ook US$ 1,1 miljard aan nieuw geld binnen voor de verdere ontwikkeling van de auto’s.
De eerste auto die op de markt kwam was de Li One. Deze auto kwam in productie in november 2019 en bleef in de verkoop tot oktober 2022. In 2022 zijn drie nieuwe modellen op de markt gekomen. Als eerste de Li L9 in maart. De Li L9 heeft een batterij van  44,5 kWh, goed voor een actieradius van zo’n 200 kilometer en met een range-extender wordt dit verhoogd naar 1200 km. Vervolgens werden in september 2022 een verkorte variant genaamd Li L8 en een nog kleinere versie Li L7 gepresenteerd, de enige versie zonder de derde zitrij. Dit werd het basismodel in het assortiment van het Chinese bedrijf. Op 31 december 2022 had het bedrijf 288 dealers in 121 Chinese steden.
In november 2023 werd het vierde model, Li Mega, een batterij-elektrische multi-purpose vehicle.

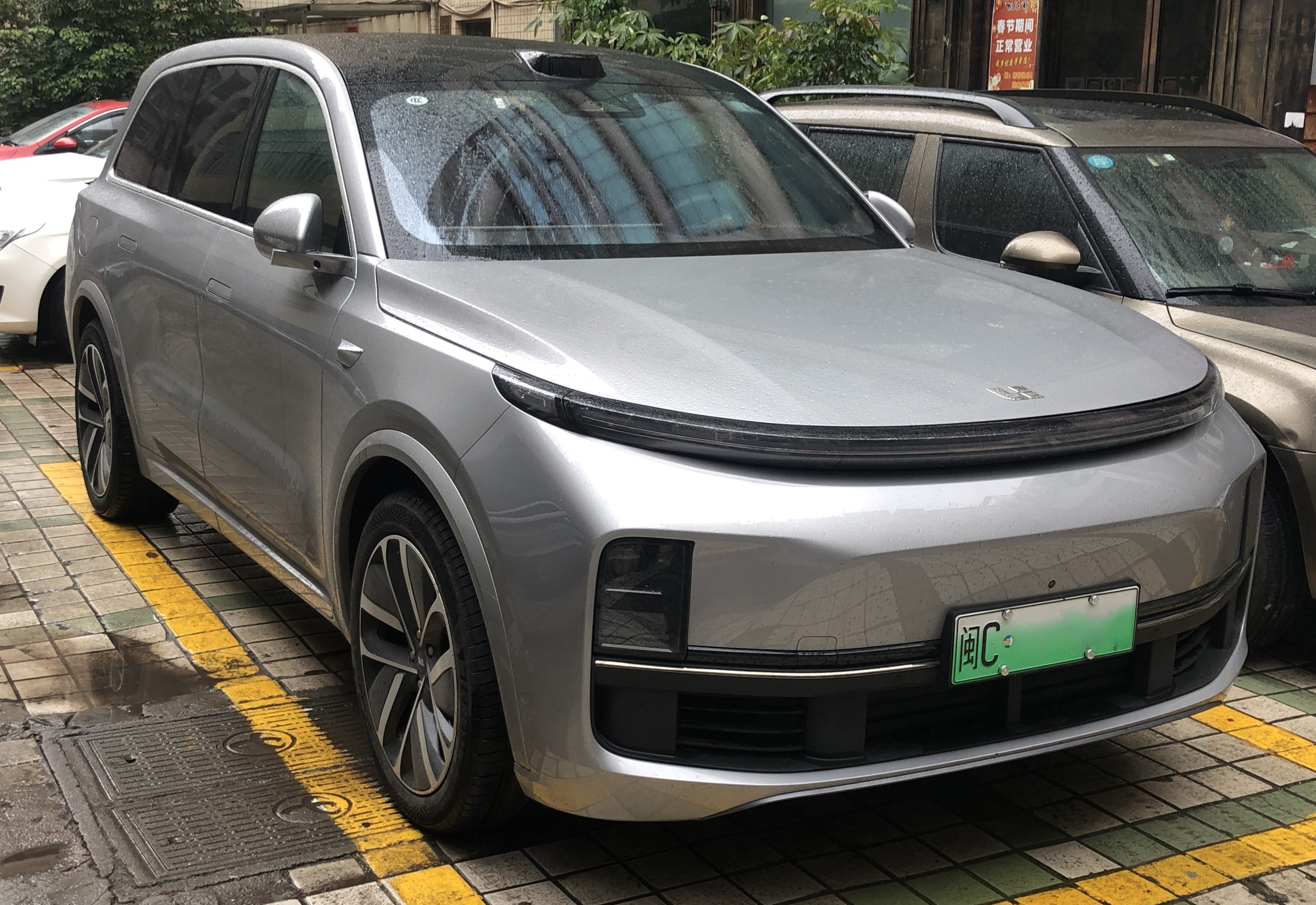
Li Auto L9
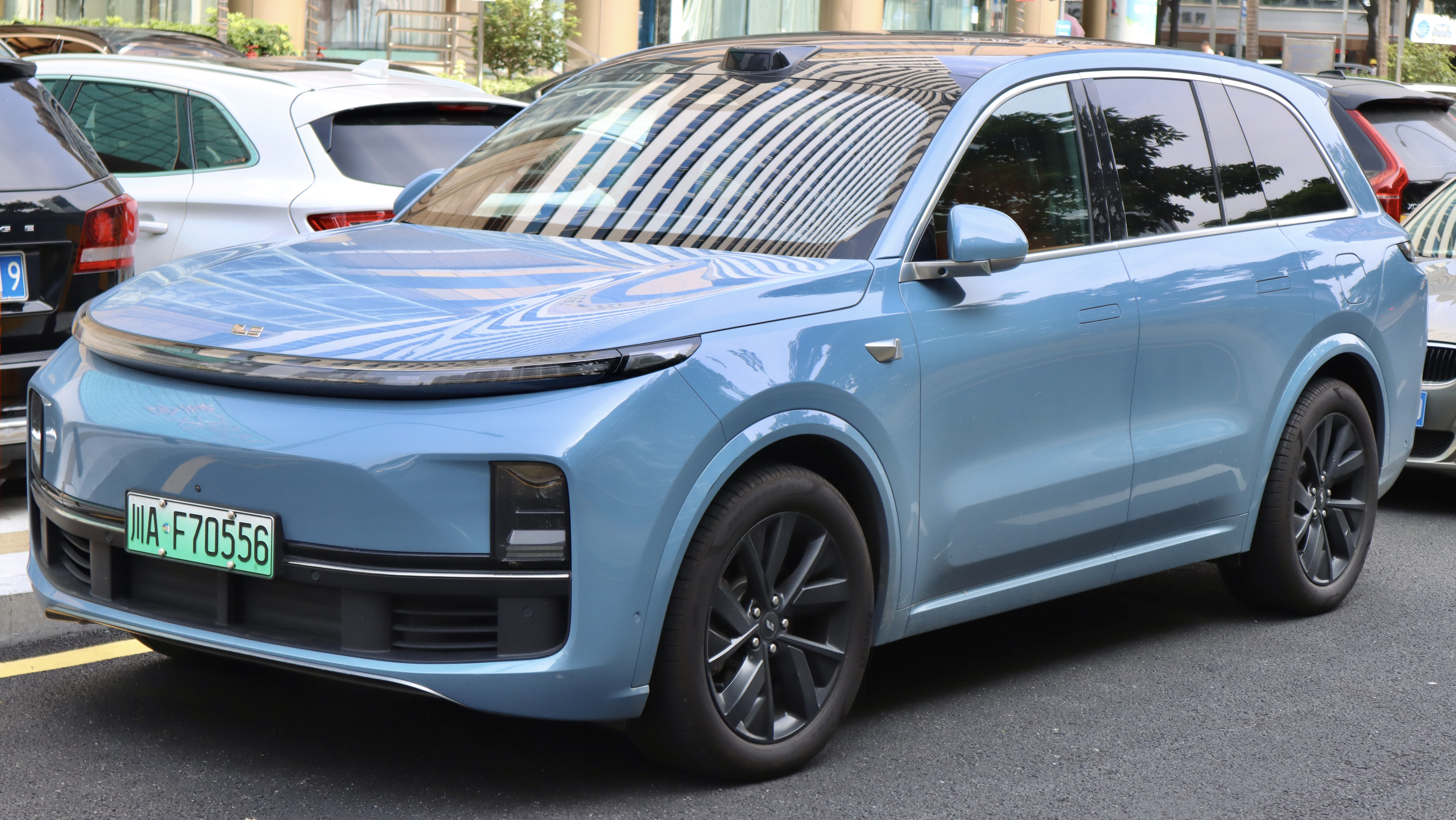
Li Auto L8
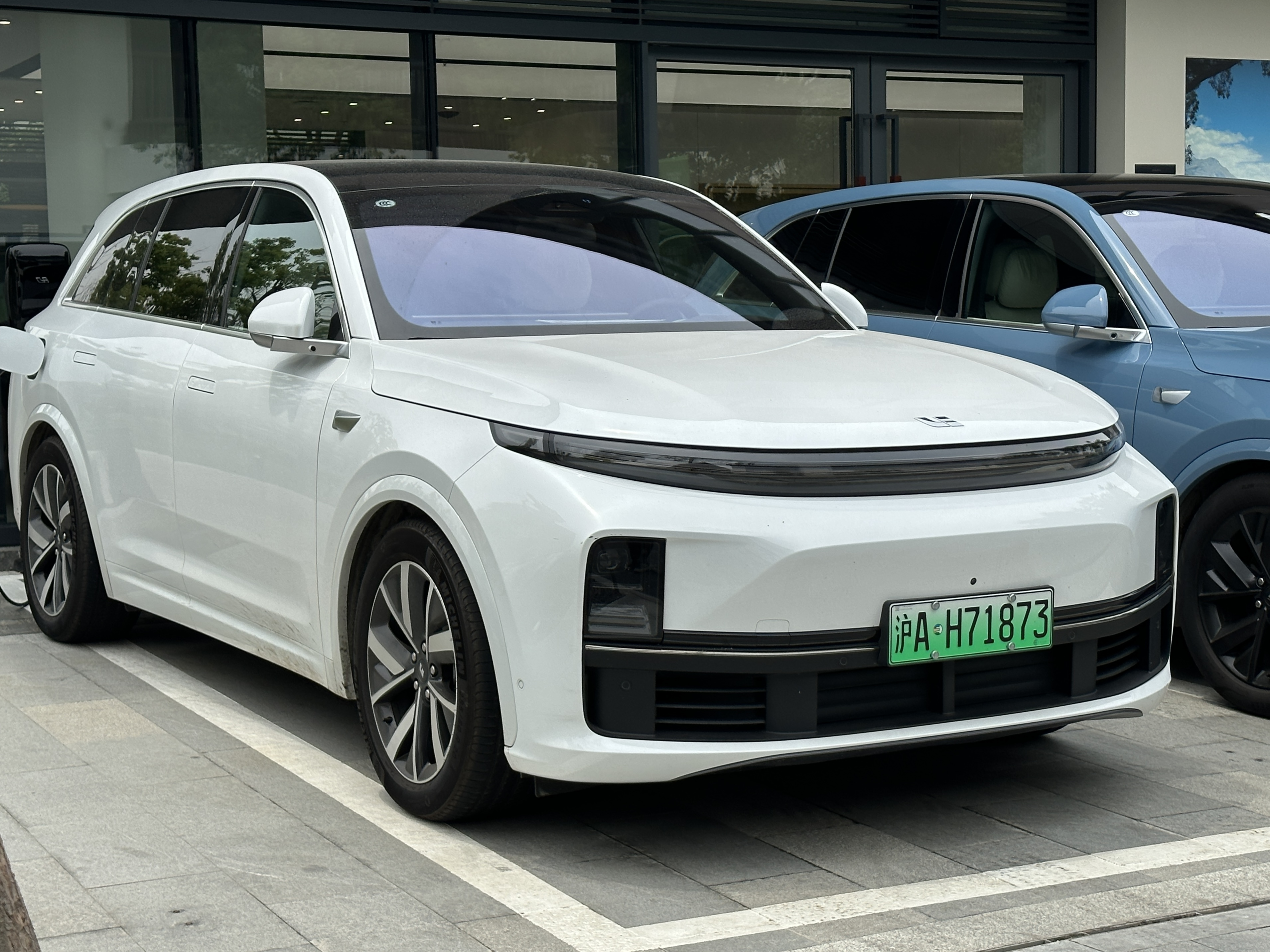
Li Auto L7
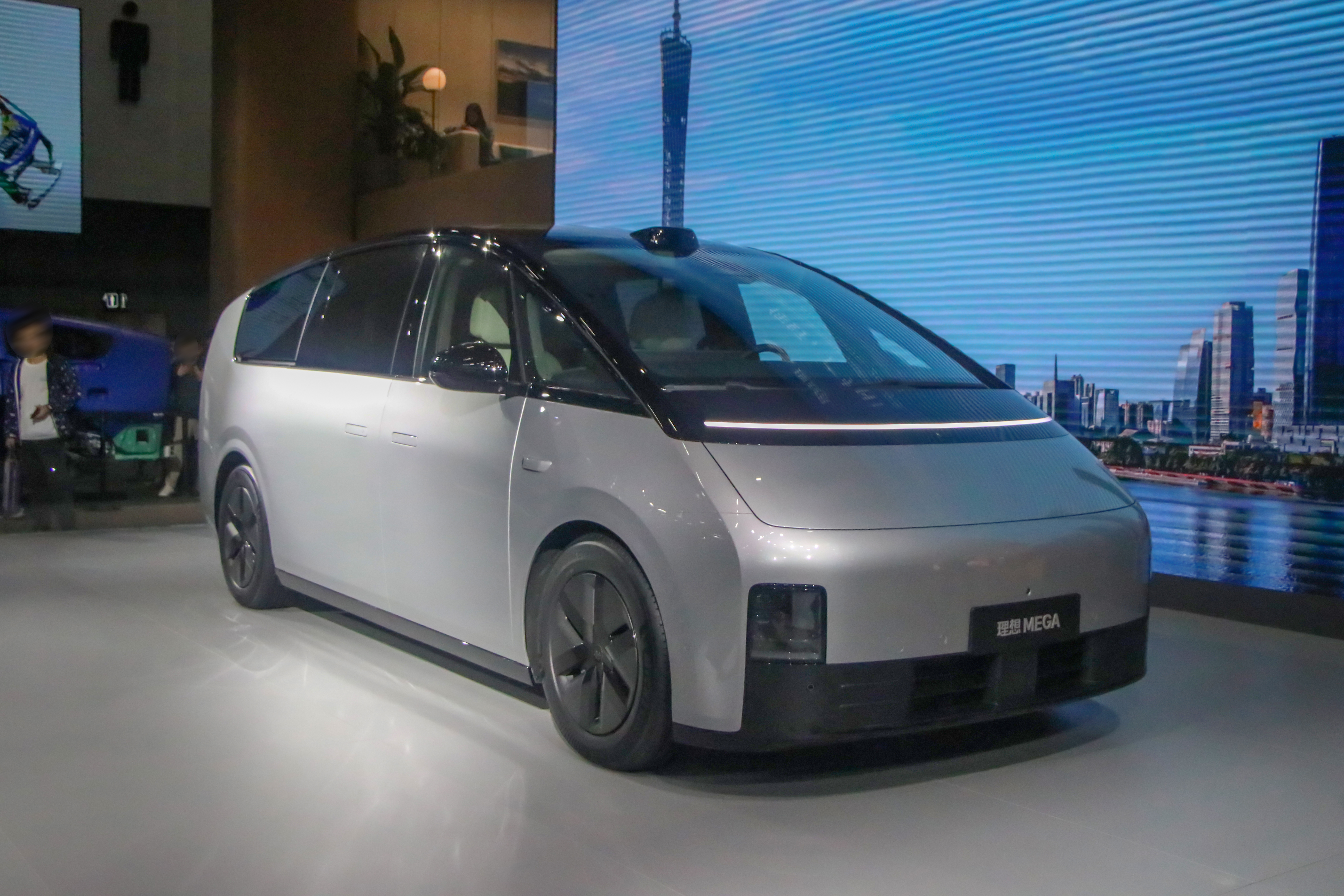
Li Auto Mega

## Verkoopcijfers
De autoverkoopcijfers van Li Auto.